# Efeitos de uma arma nuclear

Uma série de testes de efeitos de armas nucleares em Nevada pelos Estados Unidos, exibindo queimaduras térmicas iniciais seguidas de explosão e choque frontal contra vários tipos de veículos e infraestruturas.

Os efeitos de uma explosão nuclear na sua vizinhança imediata são tipicamente muito mais destrutivos e multifacetados do que aqueles causados por explosivos convencionais. Na maioria dos casos, a energia liberada por uma arma nuclear detonada na baixa atmosfera pode ser aproximadamente dividida em quatro categorias básicas:
- Blast: 40-50% da energia liberada.
- Radiação térmica: 30-50% da energia liberada.
- Radiação ionizantes: 5% da energia liberada.
- Radiação residual: 5-10% da energia liberada.
- Espada: 1% da energia libertada.

No entanto dependendo do local, altura, ambiente e design da arma as categorias aqui apresentadas podem ter seus efeitos maximizados ou minimizados.

## Blast

Diagrama dos efeitos do Fat Man (uma bomba H tem um efeito muito maior).

Blast é a zona de maior destruição, corresponde ao hipocentro da explosão que geralmente corresponde a bola de fogo e regiões proximas, as rajadas de vento dentro do Blast chegam a 1 000 quilômetros por hora, na maioria das vezes todas as pessoas que estejam no blast morrem pela alta temperatura, radiação, e pela rápida diferença atmosférica, soterramento por escombros e a pressão da explosão sobre a pessoa.

## Radiação térmica

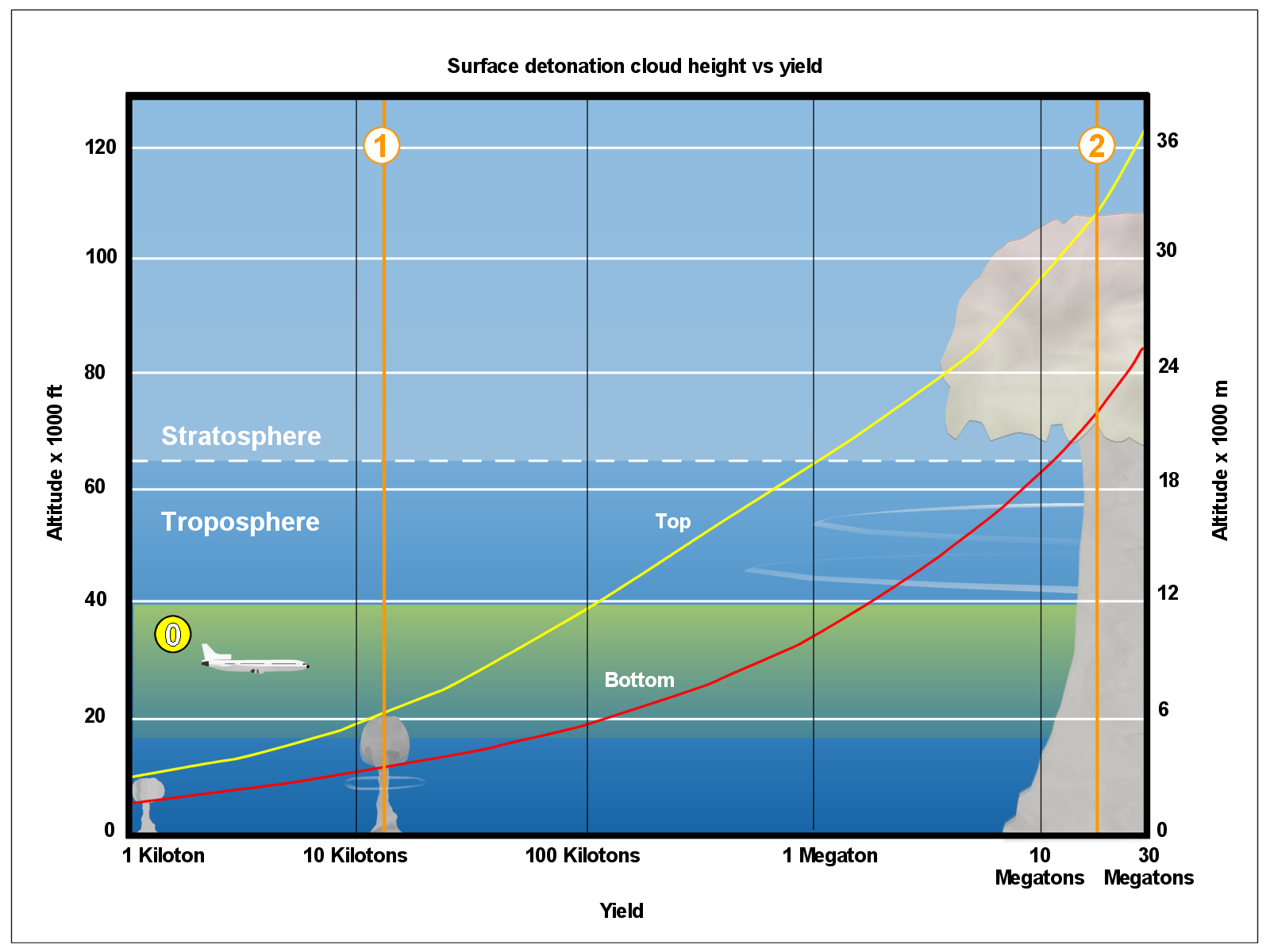

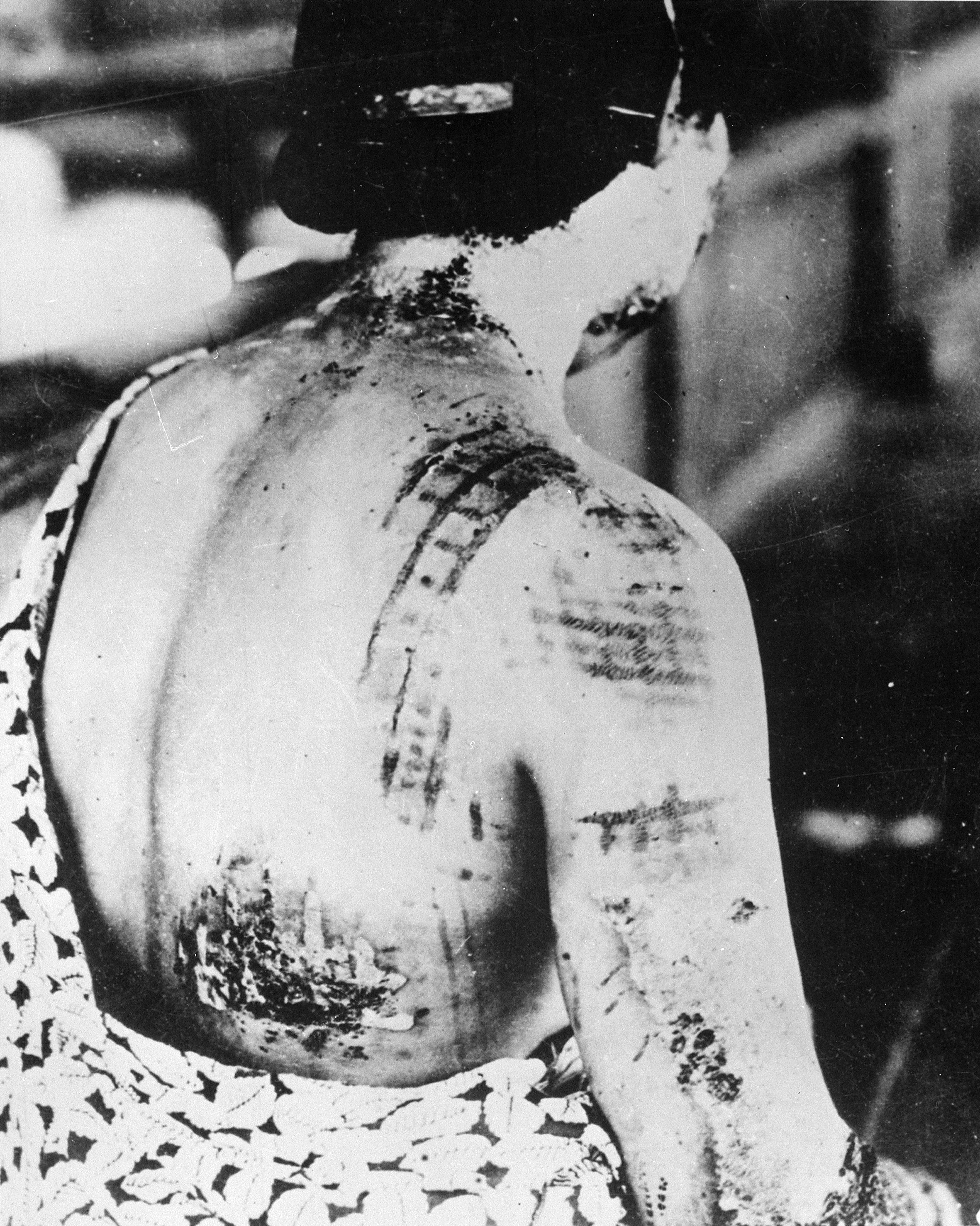
Queimaduras causadas pelo Little Boy em habitante de Hiroshima.

As armas nucleares emitem grandes quantidades de radiação térmica, essas radiações podem ser tão fortes que podem causar queimaduras, o que pode simultaneamente incendiar escombros, o que mata os sobreviventes da explosão, por carbonização.

## Radiação Ionizantes
Corresponde as radiações e partículas alfa, beta e gama, a radiação ionizante geralmente causa morte a longo prazo por câncer, ou causa mutações genéticas, que são hereditárias causando deformações aos filhos dos sobreviventes.

## Radiação residual
São as cinzas nucleares que se espalham pela atmosfera.